# Lantéfontaine
Lantéfontaine är en kommun i departementet Meurthe-et-Moselle i regionen Grand Est (tidigare regionen Lorraine) i nordöstra Frankrike. Kommunen ligger i kantonen Briey som tillhör arrondissementet Briey. År 2022 hade Lantéfontaine 734 invånare.

## Befolkningsutveckling
Antalet invånare i kommunen Lantéfontaine
| Referens: INSEE |